# کورتافون
کورتافون (به فرانسوی: Curtafond) یک کمون (فرانسه) در فرانسه است که در ان (اوورنی-رون-آلپ) واقع شده‌است.
 کورتافون ۱۲٫۴۱ کیلومتر مربع مساحت دارد.